# Sosa (Eibenstock)
Sosa ist seit der Eingemeindung am 1. Januar 2011 ein Ortsteil der Stadt Eibenstock im Erzgebirgskreis.

## Geographie

### Lage

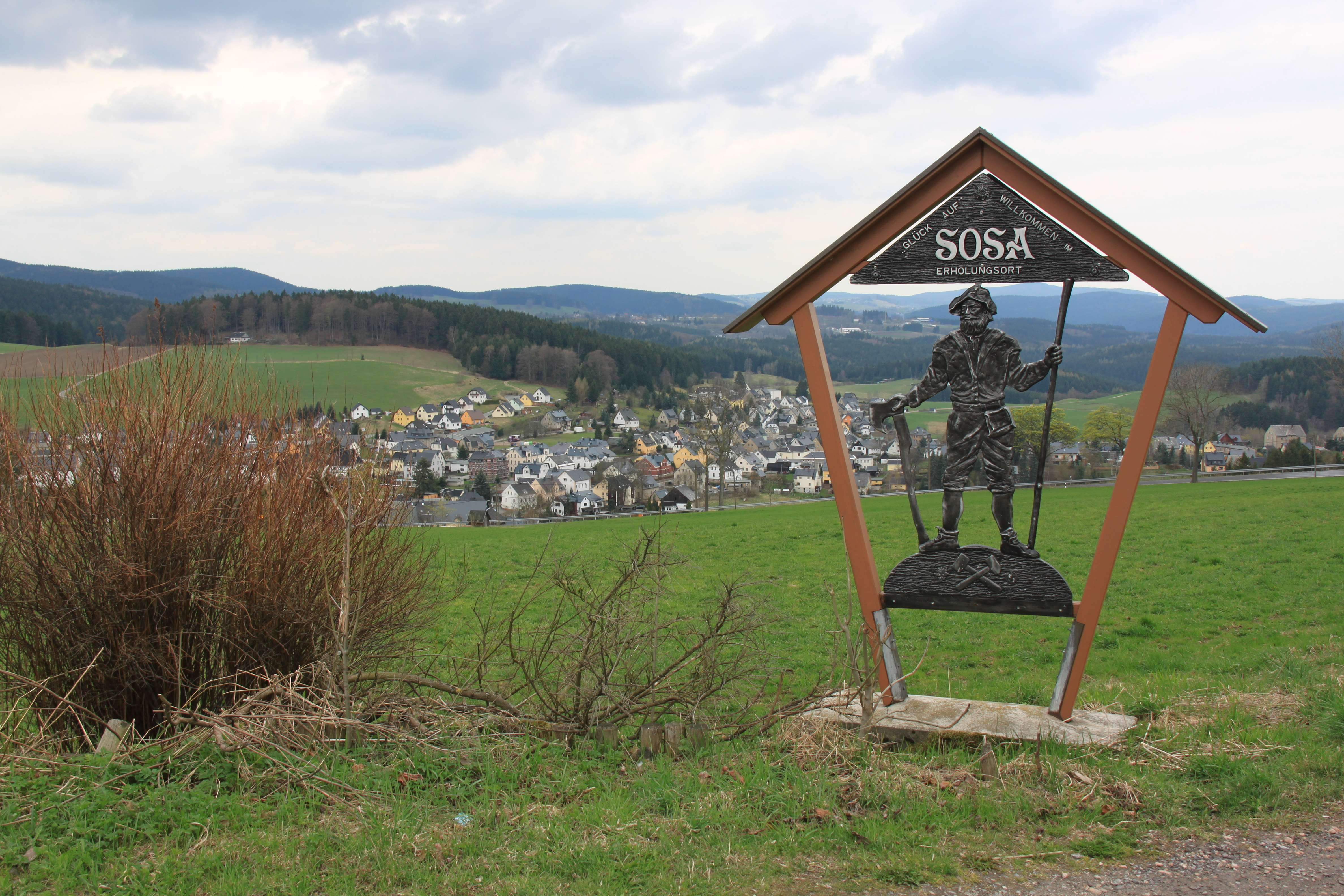
Blick über Sosa Richtung Nordwesten

Sosa liegt im Westerzgebirge. Nach der Naturraumkarte von Sachsen gehört es zur Mesogeochore „Bockauer Hochfläche“ und innerhalb dieser zur Mikrogeochore „Sosaer Zerschneidungs-Hang“. Der Ort erstreckt sich zu beiden Seiten des Sosabaches in einer Höhe zwischen 550 und 817 m ü. NHN. Zu Sosa gehören auch die Häusergruppen Rote Grube und Riesenberger Häuser. Durch den Ort führt die Staatsstraße S 274 von Neustädtel nach Schwarzenberg. Die seit 1875 bestehende Anbindung an die Bahnstrecke Chemnitz–Aue–Adorf über den 3 km entfernten Bahnhof Blauenthal entfiel endgültig 1995.

### Nachbarorte
| Blauenthal | Albernau                                    | Bockau    |
| Eibenstock | Kompassrose, die auf Nachbargemeinden zeigt | Jägerhaus |
| Wildenthal | Steinbach                                   | Erlabrunn |

## Geschichte

### Name und Sprache
Die Herkunft des Namens Sosa ist nicht eindeutig geklärt. Im Jahr 1413 wurde der Ort erstmals als zu der Saßa erwähnt. Weitere Bezeichnungen wie Sassaw (1456), Sasse (1474), Zoza (1529) oder Sassa (1550) lassen sich auf das mittelhochdeutsche Wort sāʒe zurückführen, was soviel bedeutet wie Niederlassung oder Wohnsitz. Andere Herleitungen beziehen sich auf Wörter slawischer Herkunft oder auch auf einen Zusammenhang mit zugewanderten Bergleuten aus dem Harz.
In Sosa spricht man den deutschen Dialekt Erzgebirgisch, Unterdialekt Westerzgebirgisch, weshalb seine Einwohner zu ihrem Ort auch de Sose sagen.

### Gründung und Entwicklung bis 1900

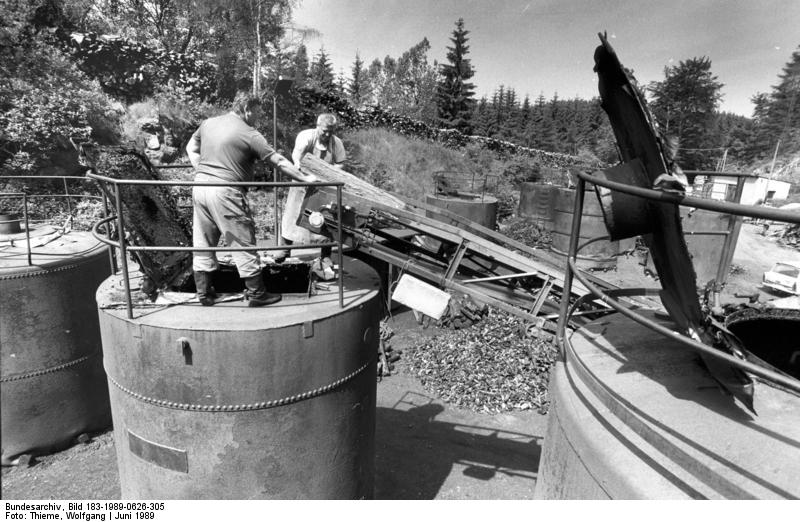
Köhlerei Marggraf 1989

Sosa ist als Waldhufendorf entstanden. Ging man zu Beginn des 20. Jahrhunderts noch davon aus, dass die ersten Siedler slawischer Herkunft waren (auch Wenden oder Sorbenwenden genannt), so kommen neuere Forschungen zum Schluss, dass sich im Rahmen der Besiedlung des Erzgebirges ab der zweiten Hälfte des 12. Jahrhunderts auf Betreiben der Herrschaft Schwarzenberg acht besitzlose Bauern aus der Nähe von Sulzbach in der Oberpfalz hier ansiedelten und um 1200 den Ort gründeten. Als Gründungsjahr und als Ausgangspunkt für die 800-Jahr-Feier wurde das Jahr 1207 festgelegt. 1453 wurde der Ort als Sossaw erstmals urkundlich erwähnt, als Kurfürst Friedrich von Sachsen die Brüder Leonhart und Nickel von Tannenberg auf Plohn u. a. mit den Dörfern Eibenstock, Sosa und Burkhardtsgrün belehnte.
Ernährten sich die Einwohner anfangs von Ackerbau, Viehzucht und Waldwirtschaft, so erlangte der Bergbau und damit verbunden das Köhlerhandwerk, das bis heute in der letzten noch produzierenden Köhlerei im Erzgebirge seine Fortsetzung findet, zunehmende Bedeutung. Die Blütezeit erlebte der Bergbau zwischen 1650 und 1750. Abgebaut wurden hauptsächlich Zinn und Eisenerz, aber auch noch bis zum Ende des 19. Jahrhunderts Wismut und Kobalt. Mit Bingen (z. B. Erzengelbinge), verfallenen Stollen und Halden sind immer noch Zeugnisse aus dieser Zeit zu finden. 1705 wurde von Kurfürst Friedrich August I. von Sachsen in Sosa eine Bergbrüderschaft bestätigt. In Phasen des Niedergangs wanderten Bergleute z. B. in das Zwickauer Steinkohlenrevier ab oder versuchten, zusammen mit ihren Familienangehörigen durch Schnitzen, Hausieren, Klöppeln, Perlenstickerei und Kräutersammeln ihr Überleben zu sichern.
In seiner Geschichte des kursächsischen Bergfleckens Sosa im Meisnischen Obererzgebirge beschrieb der Pfarrer und Chronist Christian Heinrich Hecht eine ganze Reihe von einschneidenden Ereignissen, welche die allgemeine Notlage der Bevölkerung noch vergrößerten. So starben in den Jahren 1599, 1630 und 1634 viele Leute durch die Pest. Zur Zeit des Dreißigjährigen Krieges fielen 1640 die „Baumerschen Reuter“ ein und „haben geplündert“. Im August 1661 gab es ein schweres Hochwasser. Während des Siebenjährigen Krieges lagerte 1758 u. a. „ein Geschwader kaiserlicher Husaren“ in Sosa und auch in den Folgejahren durchzogen mehrfach Truppen den Ort. 1772 „stieg die Theuerung und Hungersnoth auf das Höchste“ und hinzu kam ein „faules Fieber, welches sehr viele Leute wegnahm“.
Eine bedeutende Rolle für die Wirtschaft im Westerzgebirge spielte im 16. Jahrhundert der aus Nürnberg stammende Unternehmer Andreas Blau. Mit dem Wissen um die Weißblechherstellung in der Oberpfalz und die Zinnvorkommen in der hiesigen Gegend ließ er sich um 1530 in Sosa nieder und heiratete in den Freihof ein. Er gründete u. a. die Hammerwerke Ober- (heute Wolfsgrün) und Unterblauenthal (heute Blauenthal), kaufte sich in Bergwerke ein, betrieb mit seinem Bruder Balthasar in Schneeberg eine Handelsfirma für Zinn und andere Metalle und gründete 1537 die Neue Gesellschaft des Blechhandels mit Sitz in Zwickau.

### Entwicklung ab 1900

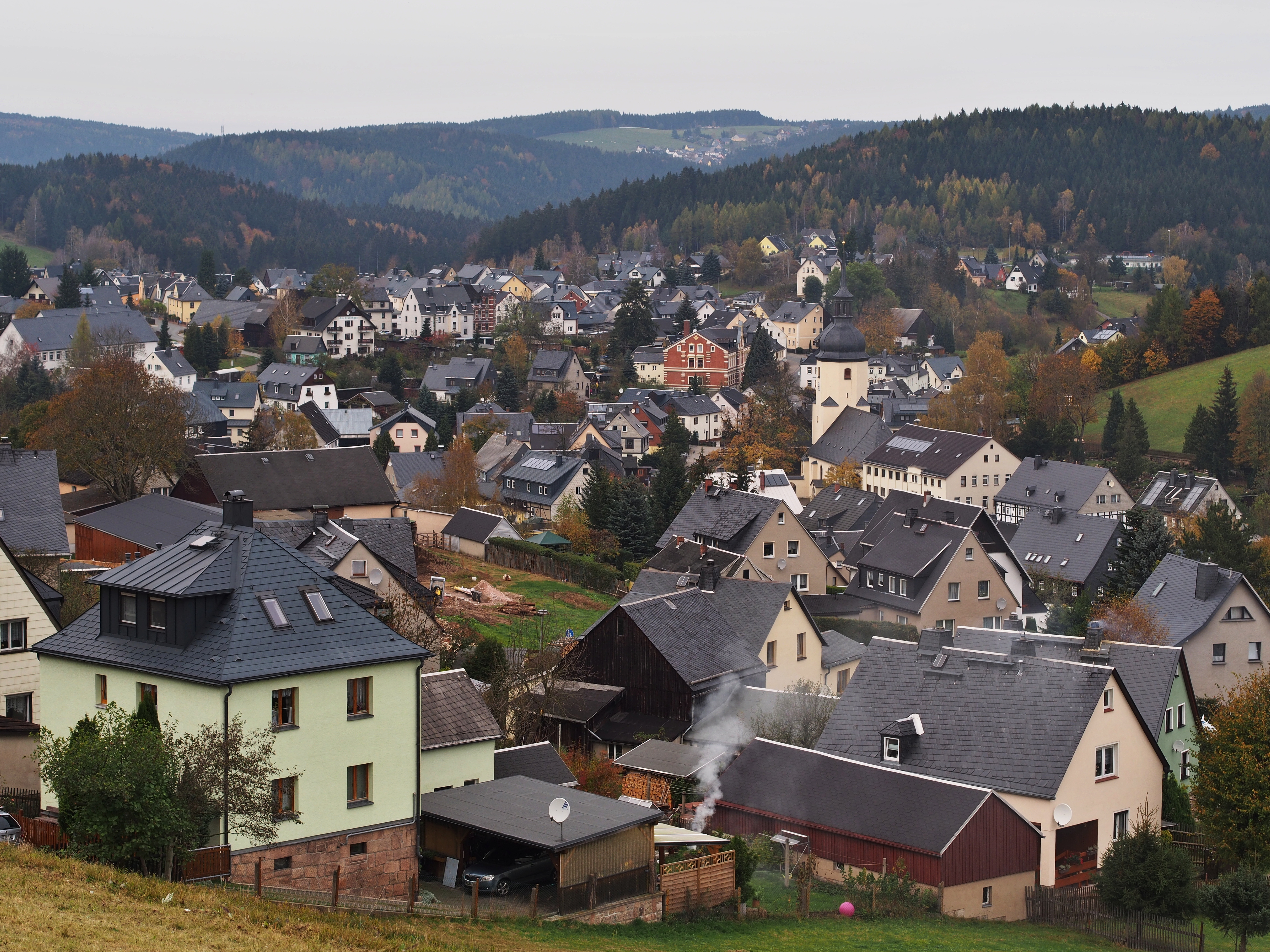
Ortsmitte

Mit dem endgültigen Niedergang des Bergbaus Ende des 19. Jahrhunderts und der zunehmenden Industrialisierung arbeiteten viele Sosaer in umliegenden Orten wie z. B. Aue in der Metall- und Blechverarbeitung oder in der zu Bockau gehörenden Papierfabrik Günther & Richter. Dabei mussten bis zum Einsatz des ersten Linienbusses Ende der 1950er Jahre täglich zweimal 3 km Fußmarsch in Kauf genommen werden. Im Ort selbst wurden kleinere Metallwarenfabriken (u. a. Metallwarenfabrik Unger & Müller 1891, Sosaer Metallwarenfabrik O. Lange 1912) und 1913 die Weberei Jung & Simons gegründet. Hinzu kamen nach 1945 Produktionsstätten auswärtiger Großbetriebe wie Metallwarenfabrik Karl-Marx-Stadt (1962 dem VEB Blema Aue zugeordnet) und VEB Waschgerätewerk Schwarzenberg. Unabhängig davon gab es eine ganze Reihe von privaten Handwerksbetrieben.
Die Sosaer Frauen verrichteten hauptsächlich in Heimarbeit Näh- und Stickarbeiten für Firmen in Eibenstock und Annaberg. In der DDR wurden immer mehr Frauen Schritt für Schritt berufstätig, arbeiteten auswärts oder fertigten in Sosaer Produktionsstätten von Ziegler & Co. KG Eibenstock und VEB Modesta Johanngeorgenstadt Unter- und Oberbekleidung. Bereits 1933 gründete Minna Weigel eine Handschuhnäherei, aus der nach mehreren Umfirmierungen die heutige Friedel’s bags & cases hervorging.
Großen Einfluss auf das Arbeitsleben und die Bevölkerungsentwicklung nach 1945 hatten die Aufnahme des Uranbergbaus durch die Wismut AG und der Bau der Talsperre Sosa. Viele Sosaer, die teils aus der Kriegsgefangenschaft zurückkehrten, fanden in Schächten umliegender Orte bis 1990 Arbeit (de Schachter). Am Bau der Talsperre, ausgerufen als erstes Zentrales Jugendobjekt der FDJ, waren von 1949 bis 1952 1600 Arbeiter und Ingenieure beteiligt.
Das raue Klima, die oftmals kargen Böden und deren Hanglage waren für die Bauern schon immer eine Herausforderung, ihre Familien mit Landwirtschaft zu ernähren. Im Rahmen der Bodenreform 1945 erhielten 115 Familien Grund und Boden, der teilweise erst urbar gemacht werden musste. In Durchsetzung der Kollektivierung der Landwirtschaft entstanden 1959 die LPG Fortschritt und 1960 die LPG Talsperre, die sich 1961 unter dem Namen der letzteren zusammenschlossen. Mit der Umwandlung der LPG von Typ I in Typ III wurde das Profil 1970 auf Weidebetrieb und Färsenaufzucht umgestellt. 1990 erfolgte die Rückübertragung von Grund und Boden und nur noch eine Familie betrieb die Landwirtschaft als Haupterwerb.
Aufgrund seiner Lage, seiner Sehenswürdigkeiten, der sauberen Luft und seines gepflegten Aussehens wurde Sosa 1979 der Titel staatlich anerkannter Erholungsort zuerkannt, den es bis 2018 trug. Laut einer Pressemeldung vom September 2023 sollte Sosa den Titel erneut tragen, was jedoch bis Januar 2024 noch nicht umgesetzt war. Auf der Basis steigender Urlauberzahlen konnten sich neue Dienstleistungen bis hin zu kulturellen Angeboten etablieren.

### Kirche, Schule und Vereine

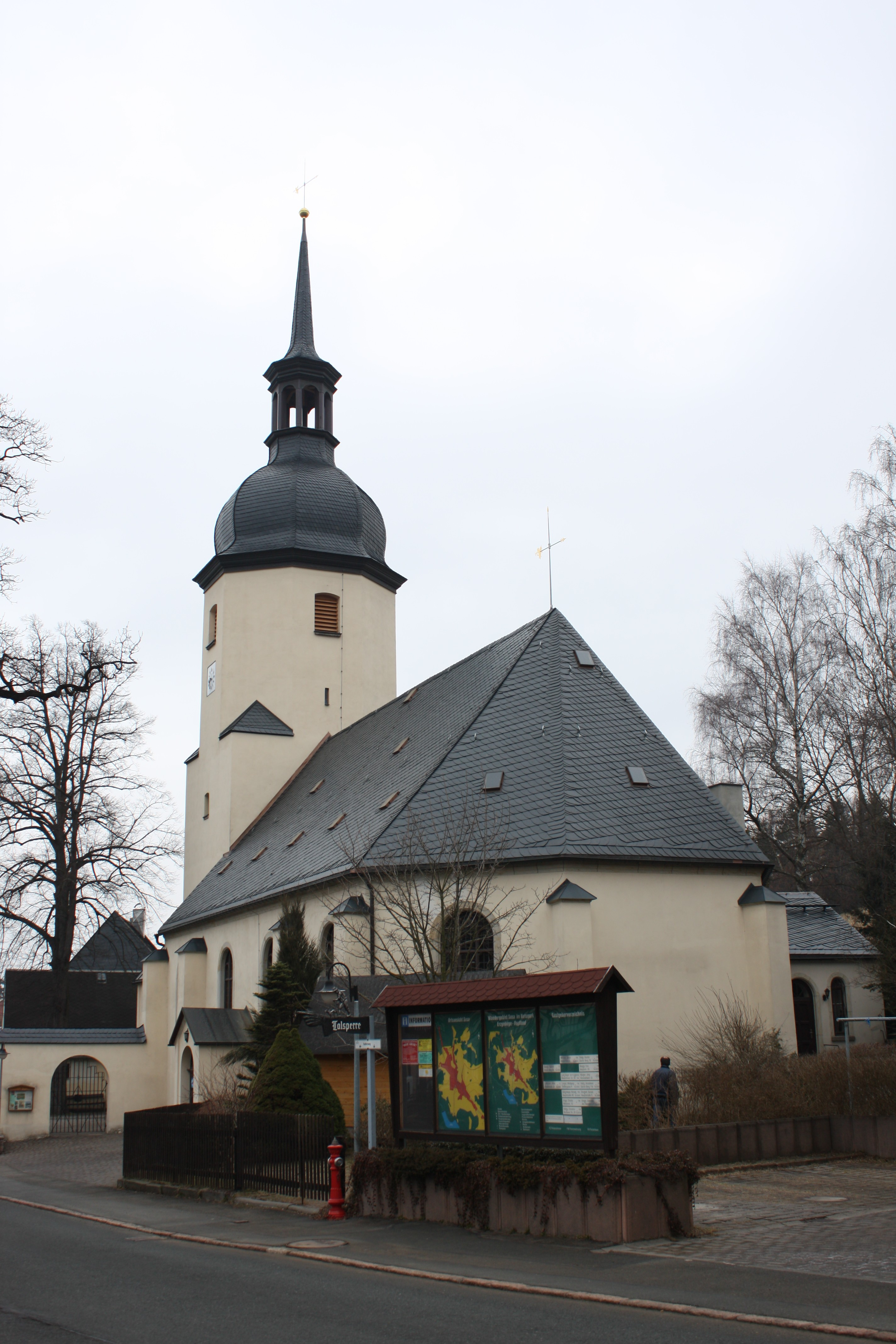
Evangelisch-Lutherische Kirche

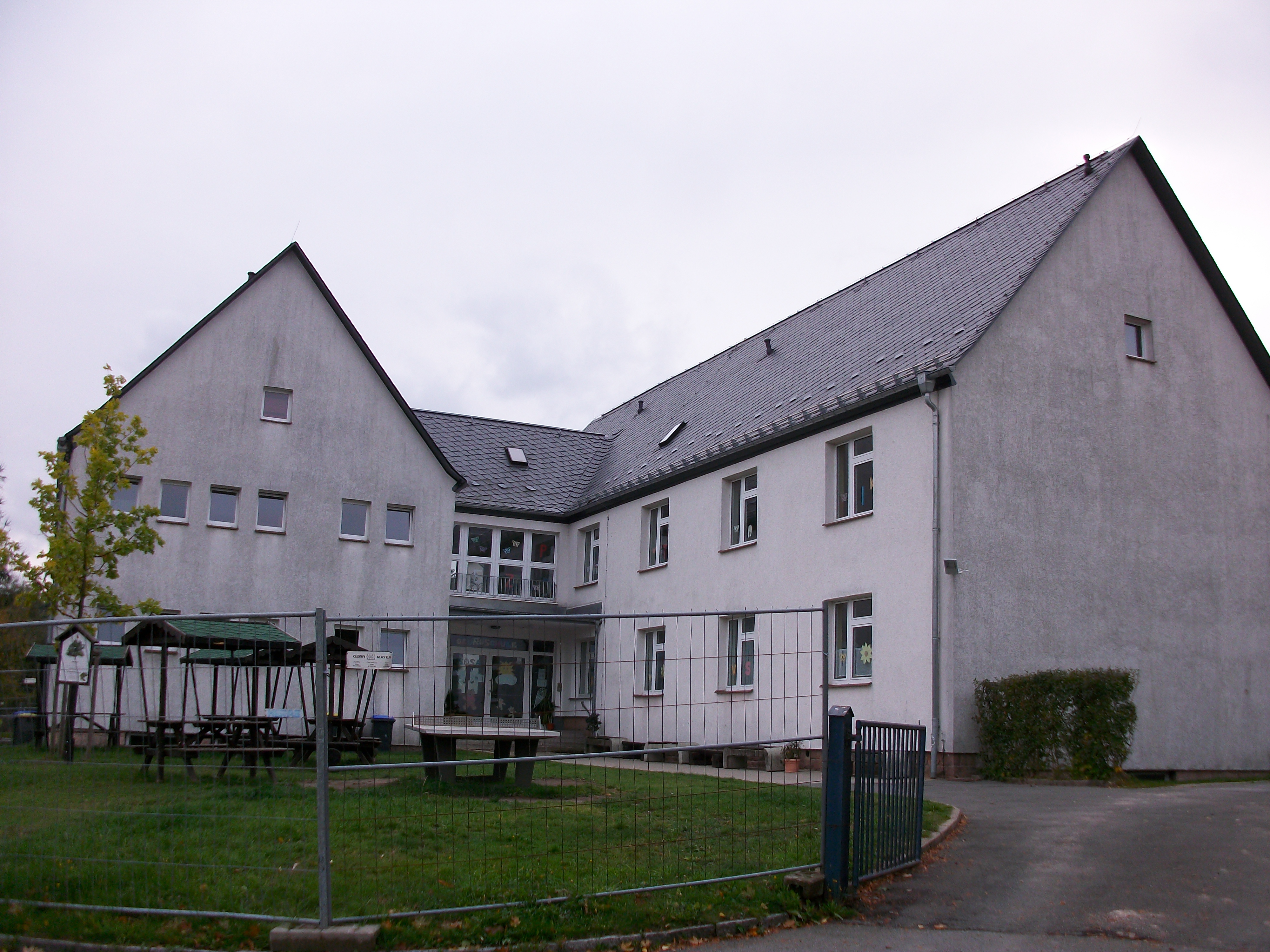
Grundschule Sosa

Im Zuge der ersten sächsischen Kirchen- und Schulvisitation nach der Reformation wurde 1529 festgehalten, dass es in Sosa eine kleine Holzkirche als Filialkirche von Eibenstock gab. 1617 wurde ein steinerner Neubau geweiht und von 1692 bis 1700 ein Turm angebaut. Den ersten eigenen Pfarrer erhielt der Ort mit Samuel Gläser im Jahr 1682. Gegen Ende des 19. Jahrhunderts zählte die Parochie Sosa 1950 Gemeindemitglieder. Neben der Evangelisch-Lutherischen Kirche wurden 1897 für die Evangelisch-Freikirchliche Gemeinde (Baptisten) und 1926 für die Landeskirchliche Gemeinschaft eigene Gebäude eingeweiht.
Mit Jeremias Schlosser wurde 1600 der erste eigene Lehrer angestellt, der bis zu 40 Schüler unterrichtete. Besuchten, wenn überhaupt, in dieser Zeit nur Knaben die Schule, so machte das neue sächsische Elementarvolksschulgesetz von 1835 den achtjährigen Schulbesuch für Jungen und Mädchen zur Pflicht. Im gleichen Jahr wurde neben der Kirche ein erstes Schulgebäude errichtet. Steigende Schülerzahlen machten es erforderlich, bereits 1896/97 wieder eine neue Schule zu bauen, die bis 1996 genutzt und 1998 für Wohnzwecke umgebaut wurde. Heute nutzt die Grundschule Sosa einen Erweiterungsneubau, der 1971 eingeweiht wurde.
In der zweiten Hälfte des 19. Jahrhunderts kam es in Sosa in Verbindung mit der einsetzenden Industrialisierung und dem damit verbundenen Gewinn an Freizeit zu ersten Vereinsgründungen. Den Anfang machte 1877 der Gesangverein Lyra zu Sosa, 1889 folgte der Schützenverein und 1899 der erste Sportverein. Seit 1879 gibt es im Ort die Freiwillige Feuerwehr.

## Einwohnerentwicklung
Die nachfolgenden Einwohnerzahlen zeigen, dass die Bevölkerung von Sosa mit dem verstärkten Einsetzen des Bergbaus im 17. Jahrhundert und der ab Mitte des 19. Jahrhunderts einsetzenden Industrialisierung stetig wuchs. Der Höhepunkt wurde um das Jahr 1950 mit dem wieder einsetzenden Bergbau durch die Wismut AG und dem Bau der Trinkwassertalsperre erreicht. Nach der deutschen Wiedervereinigung wird durch Abwanderung und Geburtenrückgang ein stetiger Rückgang sichtbar.
| Jahr | Einwohner |
| ---- | --------- |
| 1533 | ca. 120   |
| 1680 | ca. 600   |
| 1834 | 1.520     |
| 1910 | 2.153     |

| Jahr | Einwohner |
| ---- | --------- |
| 1939 | 2.752     |
| 1950 | 4.408     |
| 1964 | 2.865     |
| 1971 | 2.709     |

| Jahr | Einwohner |
| ---- | --------- |
| 1990 | 2.444     |
| 2000 | 2.321     |
| 2005 | 2.157     |
| 2010 | 2.045     |

Datenquellen: Historisches Ortsverzeichnis von Sachsen und ab 1998 Statistisches Landesamt des Freistaates Sachsen, Regionaldaten Gemeindestatistik (Navigation über Jahr und Ort)

## Wappen
Blasonierung: „In Gold, grün bordiert, auf einem gebogenen grünen Schildfuß stehend, darin ein golder Schlägel und Eisen, bewinkelt von vier goldenen Scheiben, ein Köhler mit weißem Hemd, dunkelbraunen Manschetten, Schuhen, Hose, Gürteltasche links, Weste und Barett, die rechte Hand auf eine braune Axt mit Kopf nach oben gestützt, die Linke einen mannshohen braunen Stab haltend.“

## Gedenkstätten
- Ein Gedenkstein mit rotem Dreieck und der Inschrift „Den Lebenden zur Mahnung“ unweit des Sportplatzes am Dürrer Berg ist den Opfern des Faschismus gewidmet und erinnert an elf Häftlinge des Außenlagers Berga/Elster des KZ Buchenwald, die hier Mitte April 1945 auf dem Todesmarsch nach Theresienstadt und Manetin bei Pilsen von Wachmannschaften ermordet wurden.[20][21]
- Gedenkstätte für die Gefallenen der beiden Weltkriege auf der linken Seite der Hauptstraße aus Richtung Blauenthal kommend.

## Kultur und Sehenswürdigkeiten

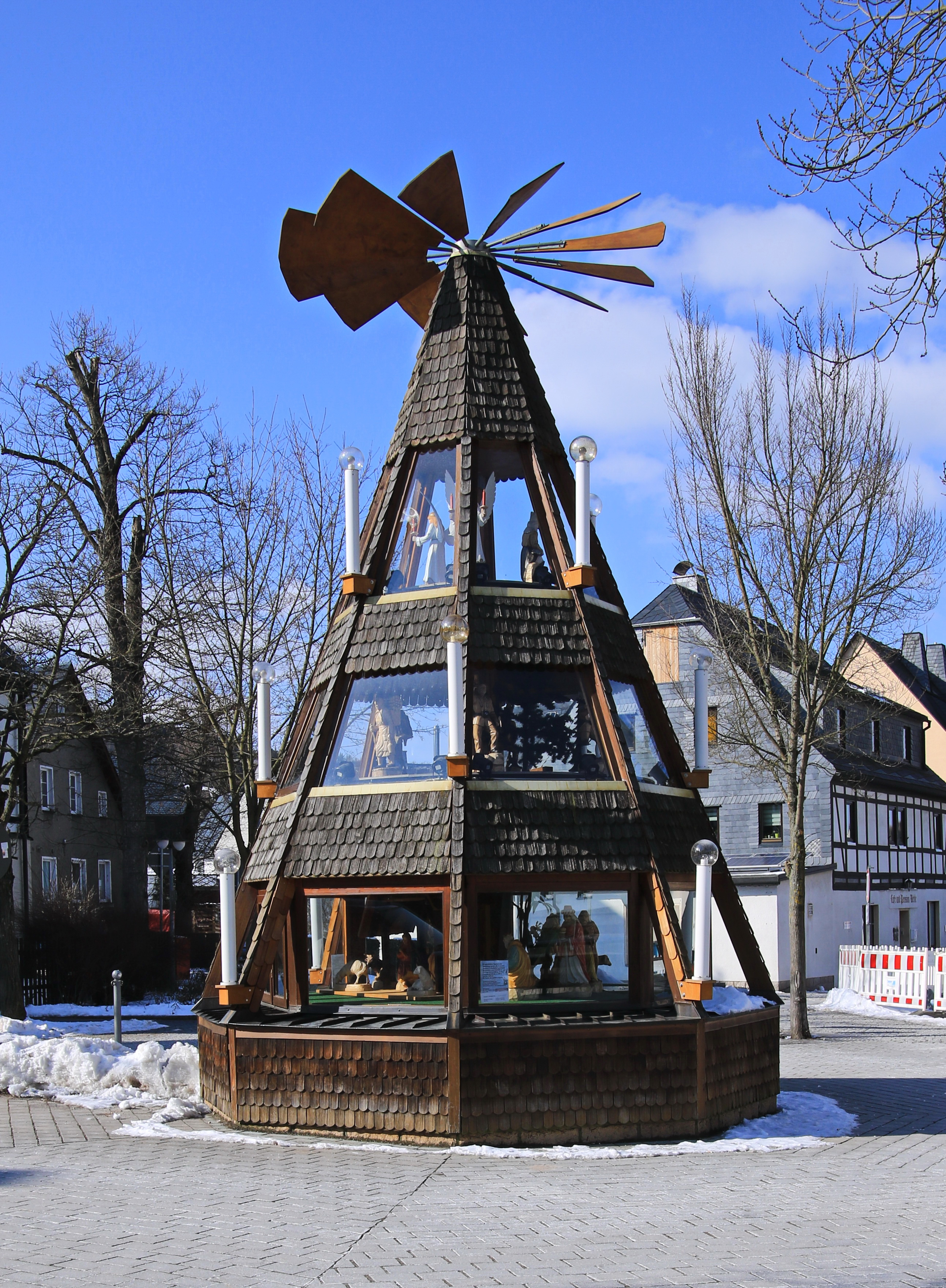
Ortspyramide auf dem Pfarrplatz

### Kulturelles Leben
Bezug nehmend auf ein über Jahrhunderte ausgeübtes Handwerk und dessen Bewahrung trägt Sosa den Beinamen Köhlergemeinde. Das kulturelle Leben im Ort ist heute geprägt von den Aktivitäten einer Vielzahl von Vereinen, welche oftmals die Traditionen früherer Gründungen fortführen, und war auch seit jeher eng mit dem religiösen Leben verbunden. In den Gemeinden der Evangelisch-Lutherischen Kirche, der Landeskirchlichen Gemeinschaft und der Freikirchlich-Lutherischen Gemeinde (Baptisten) wird der christliche Glaube gelebt. Aus ihren Chören und Posaunenchören ging der Trompeten-Virtuose Ludwig Güttler hervor. Ein Höhepunkt im Kirchenleben ist jedes Jahr das Erntedankfest, zu dem die Kirche festlich geschmückt und auch von vielen auswärtigen Besuchern besichtigt wird.
Große Verdienste um das musikalische Leben im Ort erwarb sich der Sänger, Musiker und Komponist Helmut Vogel (1932–2015) als Chorleiter, Gründer der Heimatgruppe De Haadelerng und Mitbegründer der Sosaer Köhlermusikanten. Von hohem Wert für die Identifikation der Einwohner mit ihrem Ort ist die Arbeit der Ortschronisten, Heimat- und Familienforscher Friedrich (Fritz) Frannek (1907–1985) und Lienhard Haufe (1942–2015).

### Vereine
- Bergbrüderschaft Sosa e. V.: Der Verein geht zurück auf die 1705 offiziell bestätigte Leichentrage-Brüderschaft. Neben der Erhaltung und Pflege bergbaulicher Traditionen werden in sogenannten Grabschichten Verstorbene in historischem Habit zu Grabe getragen. Mitglieder des Vereins nehmen an den Bergparaden in verschiedenen Orten des Erzgebirges teil.[26]
- Köhlerverein Erzgebirge e. V.: Der Verein wurde 2005 gegründet und widmet sich der Bewahrung des traditionsreichen Köhlerhandwerks (Köhlerfest, Köhlerwanderweg und seit 2019 die Erlebnisköhlerei).[27]
- Europäischer Köhlerverein e. V.:[28] Der Verein (seit 2017 Verband) wurde nach der Entschlussfassung auf dem 1. Erzgebirgischen Köhlertreffen 1996 in Sosa 1997 in Hasselfelde gegründet. Von 18 Gründungsmitgliedern wuchs die Zahl der Mitglieder auf 2500 aus elf Ländern im Jahr 2020. Ende 2014 wurde Köhlerhandwerk und Teerschwelerei in das bundesweite Verzeichnis des immateriellen Kulturerbes aufgenommen.[29] Das Archiv des Vereins hat seinen Sitz in Sosa.
- Weitere Vereine (Auswahl): Theaterverein De Soser Gusch’n e. V., Wanderfreunde Sosa e. V., Schützengesellschaft Sosa 1899 e. V., Förderverein der Grundschule Sosa e. V., Schiebböckerverein Sosa e. V. sowie drei Gartenvereine.

### Sehenswürdigkeiten

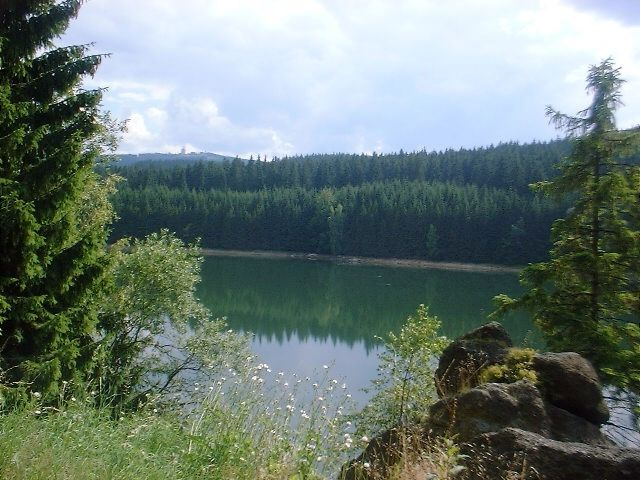
Talsperre Sosa mit dem Auersberg

- Evangelisch-Lutherische Kirche: Die evangelische Pfarrkirche Sosa ist eine barocke Saalkirche, die im 19. und 20. Jahrhundert umgestaltet wurde. Beachtenswert sind Teile der vorherigen Ausstattung, die heute in der Sakristei aufbewahrt werden, darunter Schnitzfiguren eines früheren Altars aus dem Jahr 1646.
- Erlebnisköhlerei: Seit 2019 können Besucher im ehemaligen Steinbruch unweit der Talsperre alles rund um das Köhlerhandwerk sowie in einer Handwerksscheune zusätzlich andere alte Berufe kennen lernen.[27]
- Köhlerweg: Ein mittelschwerer Wanderweg von 12,2 km Länge auf den Spuren der Köhlerei sowie weiterer historischer und ökologischer Besonderheiten.[30] Eine Station ist dabei die Köhlerei Gläser, letzte produzierende ihrer Art im Erzgebirge.
- Denkmalgeschützte Fachwerk- und Umgebindehäuser
- königlich-sächsische Meilensteine
- Ortspyramide auf dem Pfarrplatz
- Weitere Kulturdenkmale, aufgelistet vom Landesamt für Denkmalpflege Sachsen

## Sport
1899 wurde in Sosa der erste Sportverein gegründet. Zu Turnen und Gymnastik kamen bald Leichtathletik, Fußball, Faustball, Radsport und Wintersport. 1927 wurde eine Sprungschanze gebaut, 1929 der Sportplatz fertiggestellt und 1931 ein Freibad eröffnet. Nach dem Zweiten Weltkrieg und während der DDR-Zeit wurde der Sportverein mehrfach umbenannt. Sportliche Erfolge, auch international, gab es besonders durch Wintersportler, Leichtathleten und im Fußball, wo der SG Sosa 1979 der Aufstieg in die DDR-Liga gelang.
Nach der Wende entstand aus der BSG Empor Sosa der Sportverein 1899 Sosa e. V., von dem sich 1994 die Fußballer als FSV Sosa e. V. abtrennten. Neben der Sportanlage am Dürrer Berg steht für eine Vielzahl weiterer Vereine (u. a. Kraftsportfreunde Sosa e. V., Tennisclub Sosa e. V.), den Schul- und Freizeitsport seit 2019 auch eine neue Sporthalle neben der Grundschule zur Verfügung.

## Söhne und Töchter
- Daniel Friedrich Hecht (1777–1833), Mathematiker und Markscheider
- Gustav Moritz Franz (1816–1899), evangelischer Theologe
- Richard Weigel (1854–1901), Kaufmann und Politiker
- Geschwister Caldarelli, erzgebirgisches Gesangstrio
- Johannes Döhler (* 1926), Politiker, Mitglied des Zentralkomitees der SED
- Ludwig Güttler (* 1943), Trompeten-Virtuose
- Frank Vogel (* 1957), Landrat des Erzgebirgskreises
- Michael Preiß (* 1960), Fußballer und Gastronom

## Literatur

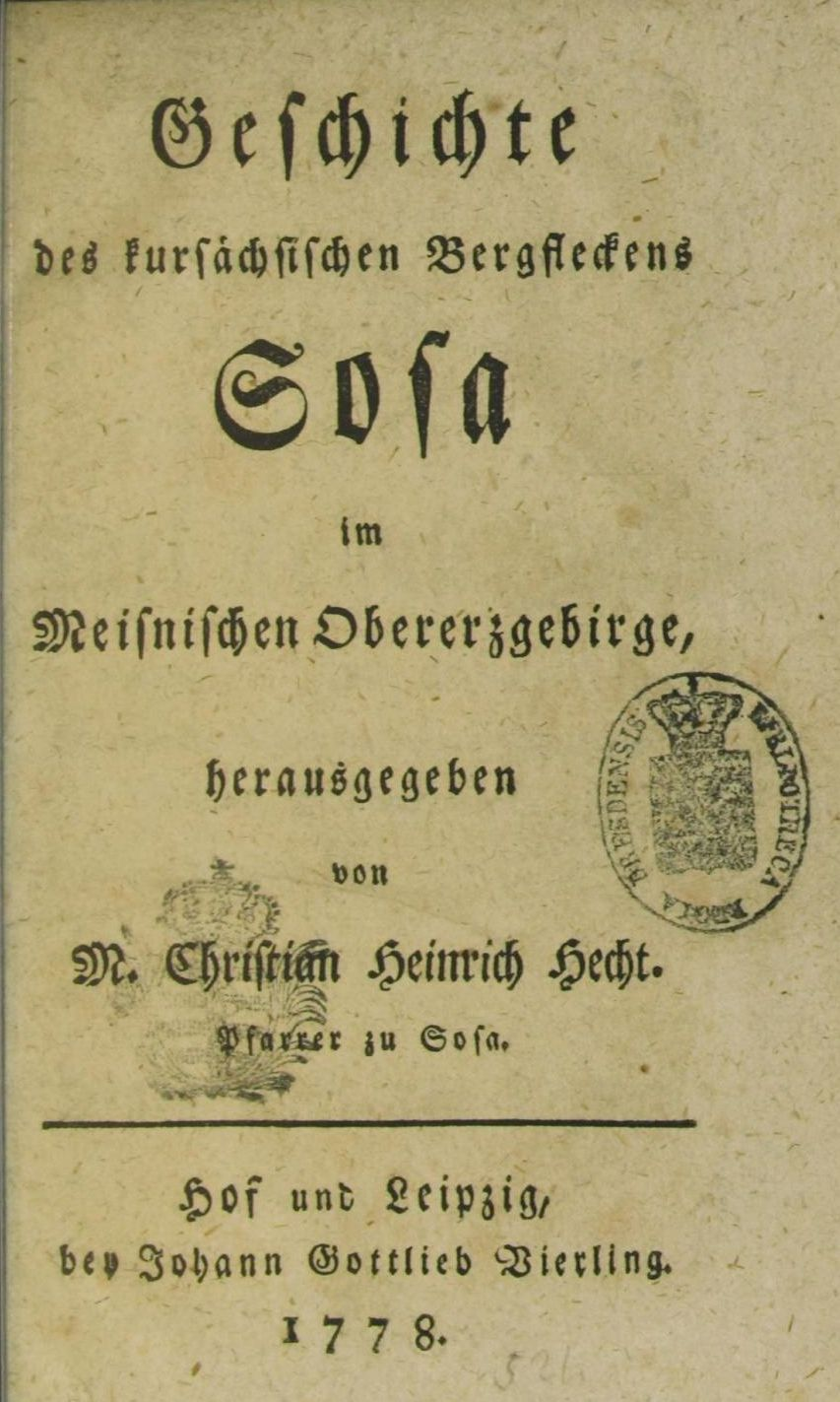
Titelblatt von Hechts Geschichte von Sosa